# Az utolsó császár
Az utolsó császár (olaszul: L’ultimo imperatore ; egyszerűsített kínai írással: 末代皇帝), alternatív címe Az utolsó kínai császár, 1987-ben bemutatott epikus életrajzi filmdráma, Bernardo Bertolucci rendezésében, Pu Ji, Kína utolsó császárának életéről. A forgatókönyvet Pu Ji 1964-es önéletrajza alapján Bertolucci, Enzo Ungari és Mark Peploe írta. Pu Ji életét kisfiúként való trónra lépésétől a Kínai Kommunista Párt általi bebörtönzéséig és politikai rehabilitációjáig ábrázolja.
A film főszereplője John Lone Puyi, Joan Chen, Peter O’Toole. Ez volt az első nyugati játékfilm, amelynek forgatását a Kínai Népköztársaság a pekingi Tiltott Városban engedélyezte. A 60. Oscar-gálán kilenc Oscar-díjat nyert, köztük a legjobb filmnek és a legjobb rendezőnek járókat.

## Cselekmény
1950-ben Pu Jit már öt éve őrizetben tartják, amióta a második világháború végén a Vörös Hadsereg elfogta Mandzsúriát. A nemrégiben létrehozott Kínai Népköztársaságban Pu Jit politikai fogolyként és háborús bűnösként érkezik a Fushun börtönbe. Kilátástalan helyzetében megpróbál öngyilkos lenni, azonban az őrök időben észrevették, és megmentették az életét. Később arról értesült, hogy bíróság elé kell állnia, ahol felelnie kell tetteiért, különösen a japán megszállókkal való együttműködéséért.
42 évvel korábban, 1908-ban, a haldokló Ce-hszi kínai császárné a Tiltott Városba hívatja a gyermek Pu Jit. Közli vele, hogy az előző császár aznap meghalt, és hogy ő lesz a következő császár. Koronázása után új környezetétől megrémülve ismételten kifejezi hazatérési óhaját, amit megtagadnak tőle. Annak ellenére, hogy rengeteg eunuch és szobalány vár parancsára, egyetlen igazi barátja szoptatós dajkája, Ar Mo, aki a császárné parancsára elkísérte őt és apját a palotába.
A film ezután időrendi felvillanásokban Pu Ji korai életét keveri ötvenes évekbeli börtönbüntetésével. Neveltetése teljes egészében a császári palotára korlátozódik, amelyet nem hagyhat el. Tízévesen meglátogatja öccsét, aki azt mondja neki, hogy már nem ő a császár, és hogy a Kínai Népköztársaságot ugyanazon a napon Ar Mónak el kell hagynia. 1919-ben a megnyerő skót Reginald Johnstont nevezik ki az ifjú császár mellé, akitől nyugati stílusú oktatást kap. Pu Ji egyre inkább vágyik a Tiltott Város elhagyására. Johnston, aki idegenkedik az udvaroncok fényűző életmódjától, meggyőzi, hogy ennek legjobb módja a házasságkötés; Pu Ji később feleségül veszi Wanrongot, Wenxiu volt a másodfelesége.
Saját birodalmának uraként, a Tiltott Város megreformálásába fog, amit a palota tolvaj eunuchjainak kiutasításával kezd. 1924-ben azonban őt magát is kiutasítják a palotából, és a pekingi puccsot követően Tiencsinbe száműzik. Dekadens életet él angolbarát playboyként, és a mukdeni incidens után Japán mellett áll ki. Ez idő alatt Wenxiu elválik tőle, de Wanrong megmarad, és végül az ópium rabja lesz. 1934-ben a japánok Mandzsukuo bábállamuk „császárává” koronázzák, bár állítólagos politikai hatalmát minden módon aláássák. Wanrong gyereket szül, de a csecsemőt születésekor a japánok meggyilkolják. A Vörös Hadsereg általi elfogásáig Pu Ji a régió névleges uralkodója marad.
A politikai foglyok „kommunista átnevelési programja” keretében Pu Jit kihallgatói arra kényszerítik, hogy hivatalosan lemondjon a japán betolakodókkal folytatott kényszerű együttműködéséről a második kínai–japán háború során elkövetett háborús bűnök miatt. Végül a táborparancsnokkal vívott heves szócsatája után, és miután megnézte a japánok által elkövetett háborús kegyetlenkedéseket részletező filmet, Pu Ji revideálja korábbi álláspontját, és a kormány rehabilitálja. Ezt követően szabadon engedik 1959-ben.
A film utolsó perceiben villanásszerűen látható Mao Ce-tung 1967-re kialakuló személyi kultusz, a kulturális forradalom kezdete. Pu Ji egyszerű kertészként, a parasztproletár életét éli. Munkahelyéről hazatérve egy Vörös Gárda-felvonuláson vesz részt, ahol gyerekek pentaton zenét játszanak, és táncosok az uralgó kommunisták elutasítását táncolják el. A fogolytábor parancsnoka, aki segített neki a rehabilitációjában, az egyik politikai fogoly volt a forradalomellenes felvonuláson, kénytelen viselni egy ostoba sapkát és reklámtáblát büntető szlogenekkel.
Pu Ji később rendes turistaként látogatja meg a Tiltott Várost. Találkozik egy öntudatos kisfiúval, aki az úttörőmozgalom vörös nyakkendőjét viseli. A fiatal kommunista megparancsolja neki, hogy távozzon a tróntól. Ő azonban bebizonyítja a fiúnak, hogy valójában ő a Menny Fia, és a trónhoz lép. Mögötte megtalálja a 60 éves házitücsköt, amit a palotatiszt, Csen Baocsen a koronázás napján adott neki, s odaadja a gyermeknek. Az ajándékát nézegeti, majd megfordul, hogy beszéljen Pu Jival, de az excsászár eltűnt.
1987-ben egy idegenvezető csoportot kalauzol a palotán keresztül. A trón előtt megállva néhány rövid mondatban összefoglalja Pu Ji életét, és arra a következtetésre jut, hogy az utolsó császár 1967-ben halt meg.

## Szereplők
| Színész              | Szerep                                              | Magyar hang     |
| -------------------- | --------------------------------------------------- | --------------- |
| John Lone            | Pu Ji (felnőtt)                                     | Epres Attila    |
| Richard Vuu          | Pu Ji (3 évesen)                                    | Szabó Luca      |
| Tijger Tsou          | Pu Ji (8 évesen)                                    | Bíró Attila     |
| Wu Tao               | Pu Ji (15 évesen)                                   | Bolba Tamás     |
| Joan Chen            | Van Zsung, Pu ji felesége, Kína utolsó császárnője. | Bertalan Ágnes  |
| Peter O’Toole        | Reginald Johnston                                   | Benedek Miklós  |
| Jing Ruocseng        | az átnevelőtábor parancsnoka                        | Rajhona Ádám    |
| Victor Wong          | Csen Baocsen                                        | Pataki Imre     |
| Dennis Dun           | a nagy Li                                           | Kárpáti Levente |
| Riuicsi Szakamoto    | Masaiko Amakaszu                                    | Besenczi Árpád  |
| Maggie Han           | "Kelet Gyöngye", japán kém (Yoshiko Kawashima)      | Csere Ágnes     |
| Ric Young            | vallató                                             | Barbinek Péter  |
| Vu Junmei            | Ven Hsziu. Pu Ji másodfelesége                      | Náray Erika     |
| Cary-Hiroyuki Tagawa | Csang, az eunuchok vezetője                         | Imre István     |
| Jade Go              | Ar Mo, Pu Ji szoptatódajkája                        |                 |
| Fumihiko Ikeda       | Josioka tábornok                                    | Sztarenki Pál   |
| Fan Guang            | Pu Csie (felnőtt), Pu Ji öccse                      | Viczián Ottó    |
| Henry Kyi            | Pu Csie (7 évesen)                                  | Szalay Csongor  |
| Alvin Riley III      | Pu Csie (14 évesen)                                 |                 |
| Lisa Lu              | Ce-hszi kínai császárné                             | Győri Ilona     |
| Hideo Takamacsu      | Takasi Hisikari tábornok                            |                 |
| Hajime Tachibana     | japán tolmács                                       |                 |
| Basil Pao            | Caj-feng,Csun hercege, Pu Ji apja                   |                 |
| Dong Liang           | Jou-lan, Pu Ji édesanyja                            | Szénási Kata    |
| Henry O              | háznagy                                             | Forgács Gábor   |

## A film készítése

### Előzmények
Bertolucci két lehetséges projekt egyikeként javasolta a filmet a kínai kormánynak – a másik André Malraux La Condition humaine (Az ember sorsa) adaptációja volt. A kínaiak Az utolsó császárt részesítették előnyben. Jeremy Thomas producernek sikerült megszereznie a 25 millió amerikai dolláros költségvetést egyedülállóan ambiciózus, független produkciójára. Átkutatta a telefonkönyvet a potenciális finanszírozók fellelésére. Bertoluccinak a hatóságok szabad kezet adtak a Tiltott Városban való forgatásra, amelyet még soha nem nyitottak meg nyugati filmesek számára. Az első kilencven percben Bertolucci és Storaro teljes mértékben ki is használták annak vizuális pompáját.

### Forgatás
19 000 statisztára volt szükség a film folyamán. Erre a Népi Felszabadító Hadsereget kérték fel.
Egy 2010-es interjúban Bilge Ebirinek a Vulture.com-on, Bertolucci beszámolt a forgatás a kulturális forradalombeli jelenetéről.

## Hangsáv
Bár nem szerepel az albumon, a filmben a következő számokat játszották: Am I Blue? (1929), Auld Lang Syn (jóvá nem írt) és China Boy (1922) (jóvá nem írt). A bölcsődalt Ar Mo kétszer is elénekelte a filmben.

## Forgalmazás
A Hemdale Film Corporation a film valamennyi észak-amerikai forgalmazási jogát Jeremy Thomas producer nevében szerezte meg, aki a költségvetés nagy részét maga teremtette elő. Hemdale viszont filmszínházi jogokat engedélyezett a Columbia Pictures számára, ami kezdetben vonakodott a filmet bemutatni, csak a forgatás befejezése után vállalta a Columbia vezetője Az utolsó császár észak-amerikai forgalmazását. Hemdale engedélyezte videójogait a Nelson Entertainment cégnek, amely a filmet a VHS-en és laserdisc-en adta ki. A film 1992-ben a Columbia Tri-Star Video révén Ausztráliában is megjelent laserdisc-kiadásban. Évekkel később az Artisan Entertainment megszerezte a film jogait, és mind a mozi, mind a kibővített verziót otthoni videókon adta ki. 2008 februárjában a The Criterion Collection (a most már jogosult Thomas engedélyével) kiadott egy négylemezes rendező által jóváhagyott kiadást, amely ismét tartalmaz mozi és kibővített változatokat is. A Criterion 2009. január 6-án adott ki egy Blu-ray discet.
Az utolsó császárnak szokatlan futama volt a mozikban. Csak a tizenkettedik héten került be a hétvégi kasszasiker top 10-be, amelyen a film elérte a 7. helyet, miután az előző héthez képest 168%-kal növelte a bruttó bevétel értékét, és több mint háromszorosára növelte mozibemutatók számát (ez volt az a hétvége, mielőtt nevezték a filmet Oscar-díjra). Ezt követően a film 8 hétig elidőzött a top 10 körül, majd a 22. héten (az Oscar-díj elnyerése utáni hétvégén) a 4. helyre torkollott (hétvégi bruttóját 306%-kal növelve, majdnem megduplázva mozivetítések számát 460-ról 877-re), és további 6 hetet eltölteni a hétvégi kasszák első 10-ben. Ha nem ez a késői lökés, Az utolsó császár Az angol beteg, az Amadeus és a A bombák földjén mellett csatlakozott az egyetlen legjobb film nyerteséhez, aki nem került be a hétvégi kassza top 5-be, mivel ezeket a számokat először 1982-ben rögzítették.
A filmet 3D-s formátumba konvertálták, és a Cannes-i klasszikusok szekciójában mutatták be a 2013-as cannes-i filmfesztiválon.

### Kritikai fogadtatás
A film jó kritikai elismeréseket kapott. A Rotten Tomatoeson 89%-ot kapott 72 értékelés alapján, átlagosan 8,04/10. A webhely konszenzusa szerint: „Bár határozottan tökéletlen, Bernardo Bertolucci eposza még mindig ünnep a szem számára.” A Metacritic a 100 kritériumból 76 kritikát jelent 15 kritika alapján, jelezve az „általában kedvező véleményeket”.
Roger Ebert különösen lelkesen dicsérte a filmet, négyből négy csillagot ítélt neki; azt írta, hogy „Bertolucci képes Pu Ji bebörtönzését még ironikusabbnak feltüntetni, mert ezt az egész filmet a Kínai Népköztársaság belsejében forgatták, és még engedélyt is kapott a Tiltott Város – hatalmas, középkori komplexum – belsejében. mintegy 250 hektárnyi területen és 9999 szobát tartalmazott (csak a mennyekben volt a kínaiak szerint 10 000 szoba). Valószínűleg megbocsáthatatlanul kispolgári dolog csodálni egy filmet annak helyszínei miatt, de Az utolsó császár esetében az elbeszélés nem választható el a Tiltott Város félelmetes jelenlététől, valamint Bertolucci elképesztő helyhasználatától, hiteles jelmezek ezrei extrák, hogy megteremtsék ennek a furcsa kisfiúnak a mindennapi valóságát.” Jonathan Rosenbaum, összehasonlítva The Last Emperor kedvezően Steven Spielberg Nap birodalma, azt állította, hogy a legjobb, eltekintve néhány pillanatfelvételt, Empire of the Sun tanít nekünk valamit a belsejében egy igazgató agyát. Az utolsó császár ezt mellesleg és másodlagosan is megteszi; de ez is tanít nekünk valamit egymilliárd ember életéről, akikkel megosztjuk ezt a bolygót – és ami még jobb, arra késztet bennünket, hogy még többet megtudjunk róluk.”
Oscar-díj
A 60. Oscar-gálán a film elnyerte mind a kilenc Oscart, amelyre jelölték:
- díj: legjobb film (Jeremy Thomas)
- díj: legjobb rendező (Bernardo Bertolucci)
- díj: legjobb látványtervezés (művészeti rendezés: Ferdinando Scarfiotti ; díszlet: Bruno Cesari és Osvaldo Desideri)
- díj: legjobb operatőr (Vittorio Storaro)
- díj: legjobb jelmezterv (James Acheson)
- díj: legjobb filmvágás (Gabriella Cristiani)
- díj: legjobb eredeti filmzene (Ryuichi Sakamoto, David Byrne és Cong Su)
- díj: legjobb hang (Bill Rowe és Ivan Sharrock)
- díj: legjobb adaptált forgatókönyv (Bernardo Bertolucci és Mark Peploe)

45. Golden Globe-díj
- díj: legjobb filmdráma
- díj: legjobb rendező
- díj: legjobb eredeti filmzene
- díj: legjobb forgatókönyv

BAFTA-díj
- díj: legjobb film
- díj: legjobb jelmeztervezés
- díj: legjobb smink

David di Donatello
- díj: legjobb film[20]
- díj: legjobb rendező
- díj: legjobb forgatókönyv

Nastro d'Argento
- díj: legjobb rendező

Directors Guild of America, USA
- díj: legjobb rendezés

César-díj
- díj: legjobb külföldi film

## Cenzúra
A film japán forgalmazója, a Shochiku Fuji Company Bertolucci megkérdezése és jóváhagyása nélkül kivágta a nankingi mészárlást ábrázoló 30 másodperces jelenetsort. A nankingi mészárlás – amelyben a kínaiak százezreit kínozta és mészárolta le a japán császári hadsereg – a japánok által vitatott esemény, és hátrányos a kínai–japán kapcsolatokban. Bertolucci dühös volt, amiért a forgalmazó beavatkozott a filmjébe, és  a cselekedetet „lázadásnak” nevezte. A vállalat visszaillesztette a jelenetet, „zavartságra és félreértésre” hivatkoztak, miközben úgy vélték, hogy az erőszaksorozat „túl szenzációs” volt a japán közönség számára.
Jeremy Thomas felidézte a forgatókönyv jóváhagyási folyamatát a kínai kormánnyal: „Ez kevésbé volt nehéz, mint a stúdiórendszerrel dolgozni. Szkriptjegyzeteket készítettek és hivatkozásokat tettek néhány név megváltoztatására, majd a bélyegző tovább ment, az ajtó kinyílt, és mi jöttünk”.

## Alternatív verziók
A film 165 perces moziváltozatát túl hosszúnak tartották, hogy a televízióban egyetlen háromórás blokkban jelenjen meg, de túl rövidnek ahhoz, hogy kétestés legyen, ezért létrehoztak egy 218 perces kiterjesztett verziót. Vittorio Storaro operatőr és Bernardo Bertolucci rendező megerősítette, hogy ez a kibővített változat valóban televíziós minisorozatként jött létre, és nem jelent „rendezői vágást”.
A Criterion Collection 2008 négy DVD-változata Ian Buruma, David Byrne zeneszerző kommentárjával és a rendező Jeremy Isaacsszal készített interjújával (ASIN: B000ZM1MIW; ISBN 978-1-60465-014-3). Tartalmaz egy David Thomson-esszét tartalmazó füzetet, Ferdinando Scarfiotti produkciótervezővel és Ying Ruocheng színésszel készített interjúkat, Bertolucci visszaemlékezését, valamint Fabien S. Gerard esszéjét és produkciónapló-kivonatait.

## Fordítás
- Ez a szócikk részben vagy egészben  a   The Last Emperor című angol Wikipédia-szócikk ezen változatának fordításán alapul.  Az eredeti cikk szerkesztőit annak laptörténete sorolja fel. Ez a jelzés csupán a megfogalmazás eredetét és a szerzői jogokat jelzi, nem szolgál a cikkben szereplő információk forrásmegjelöléseként.